# 열조통기
열조통기(列朝通記)는 조선 후기 실학자인 순암 안정복이 조선 태조부터 영조 때까지 역사를 각 왕별로 편찬한 역사책이다.
《열조통기》는 안정복이 역사적 정통성을 확립하기 위해 고조선부터 고려 말까지의 역사인 《동사강목》에 이어 그 뒤의 역사를 체계화하기 위해 편찬한 것이다. 이 책은 영조 43년(1767년)에 집필을 시작하였으나 편찬을 끝낸 시기는 정확하게 알 수가 없다. 다만 책의 내용이 영조가 죽은 후 장례를 지내는 기록까지 포함되어 있는 것으로 보아 정조 이후에 편찬이 끝난 것임을 알 수 있다. 이 책의 기술은 《국조보감》을 기본 자료로 하고, 《동문선》, 《동국여지승람》, 《명사(明史)》, 《촬요(撮要)》 등이 이용되었다. 이들 자료에 대한 전거(典據) 표시는 제3책에서 쓰여지기도 하였으나, 전체적으로 보아서는 전거를 밝히지 않은 것이 대부분이다. 책의 서술 내용은 각 왕이 즉위하기 이전의 기사는 별도로 상세하게 기술하고, 즉위한 이후에는 연·월·일에 따라 정치적 사건을 중심으로 다루었다.
이 책은 총 25권 중 첫권·12권·20권 영조 35년 이하 등 6권이 결본인 재초본이다. 전래본으로서는 가장 오래된 것으로 인정된다. 따라서 후대의 필사본인 장서각본은 효종 7년(1656년)까지의 14권 14책인데, 선조 10년(1577년)부터 동 24년(1591년)까지의 역사와 효종 8년부터 영조 52년(1776년)까지의 역사가 빠져 있다. 이 책은 성균관대학교 대동문화연구원에서 영인본으로 출간되었다. 규장각본은 권20에 ‘조선총독부 취조국’이라고 찍혀 있어 민족 항일기에 필사된 것으로 보이는 27권 17책본이다. 이 재초본에 의해 장서각본과 규장각본의 부분적인 오기를 밝힐 수 있게 되었다.
2010년 6월 10일, 서울시 관할 구역 밖인 제주도로 반영구 반출됨에 따라 서울시문화재위원회의 의결에 의해 서울특별시 유형문화재 지정을 해제하였다.

 본 문서에는 서울특별시에서 지식공유 프로젝트를 통해 퍼블릭 도메인으로 공개한 저작물을 기초로 작성된 내용이 포함되어 있습니다.